# Семь лет в Тибете (книга)
«Семь лет в Тибете» (нем. Sieben Jahre in Tibet) — автобиографическая книга австрийского путешественника и альпиниста Генриха Харрера. Описываемые в книге события — воспоминания его реального опыта жизни в Тибете в 1944—1951 годах во время Второй мировой войны и в переходный период до вторжения коммунистической армии Китайской Народной Республики в Тибет в 1950 году.
Главный герой книги и одновременно её автор Генрих Харрер, повествует о событиях, благодаря которым он, простой альпинист и спортсмен, стал одним из самых близких друзей четырнадцатого далай-ламы. Книга перемещает читателя в мир тибетской повседневности и культуры, подробно описывая образ жизни тибетского народа и события, вследствие которых Тибет, будучи свободным и независимым государством, стал китайской провинцией.

## Сюжет
Книга начинается с рассказа о мечте главного героя, который, будучи молодым человеком, хотел стать участником экспедиции в Гималаи. Прибыв в Индию (которая в то время была британской колонией) перед началом Второй мировой войны, Харрер вместе со своими спутниками был взят в плен англичанами. Находясь в заключении, он осуществляет первую попытку бегства, однако по прошествии 38 дней он всё же был найден и возвращён в лагерь. Год спустя, 29 апреля 1944 года, он снова, вместе с некоторыми своими товарищами-заключёнными пытается бежать и на этот раз успешно. После многих дней скитаний ему удаётся достигнуть Тибета. Столь ожидаемая свобода оказалась в некотором роде разочарованием: хотя тибетцы и демонстрируют вежливость при общении с незнакомцами, они при этом дают понять, что твёрдо намерены оставаться в изоляции от остального мира.
Харрер описывает суровые условия своего путешествия: запасы еды оскудевают, а температура опускается до −30 °C. Путешествуя по диким районам Тибета, преодолев несколько высоких перевалов в хребте Ньэнчентанглха, он и его спутник Петер Ауфшнайтер подвергались смертельной опасности со стороны местных разбойников и сурового климата. Только благодаря гостеприимству и помощи кочевых семей путешественники смогли добиться своей цели и добраться до Лхасы.
По прибытии в Лхасу, Харреру и Ауфшнайтеру разрешают временное пребывание в городе, где по прошествии некоторого времени они прославились как мастера на все руки. Путешествуя по Тибету, они вскоре почувствовали, что интегрировались в тибетское общество. После получения статуса постоянных жителей, они были назначены правительственными чиновниками. Ауфшнайтер, который был сельскохозяйственным инженером по образованию, разработал систему каналов для орошения полей вокруг Лхасы, а затем разработал плотины для защиты летнего дворца Норбулинка от наводнения.
Помимо прочей работы Харреру было поручено прослушивать иностранные радиопередачи на английском языке и переводить на тибетский язык политические новости из-за рубежа.
В свободное от работы время Харрер практиковался во многих видах спорта. Так, например, благодаря его инициативе, многие тибетцы стали заниматься плаванием, кататься на лыжах и коньках, а также играть в теннис. В связи с последним, каждую неделю проводились теннисные матчи с послом Непала, членами китайского посольства и англичанами. А в 1949 году Харреру поручили строительство кинотеатра.
В 1949 году состоялась первая встреча Харрера и четырнадцатого далай-ламы. После знакомства они стали друзьями и регулярно встречались. Харрер знакомил молодого правителя с внешним миром и западными технологиями, кроме того, он давал далай-ламе уроки английского языка и географии, а также научил его здороваться за руку, по-европейски.
В ноябре 1950 года, перед наступлением коммунистической армии Китайской Народной Республики, Генрих Харрер, к своему великому сожалению, оставил Лхасу. В марте 1951 года он покинул Тибет.

## Отзывы
В предисловии к английскому изданию книги есть сообщение от далай-ламы, который так оценивает книгу Харрера:

«Харрер всегда был хорошим другом Тибета. Его существенный вклад в наше общее дело — его книга „Семь лет в Тибете“ познакомила сотни тысяч людей с моей страной».

- "Захватывающая книга", - Таисия Бекбулатова[1].

## Экранизация
В 1997 году по мотивам данной книги французским кинорежиссёром Жан-Жаком Анно был снял одноимённый фильм. В отличие от книги, в фильме сохранена только общая последовательность событий, многие подробности были опущены, многое вымышлено.

## Галерея
Фотографии Тибета, сделанные Генрихом Харрером в 1938 году.
- Генрих Харрер возле храма Кумбук Чортен в Лхасе.
- Дворец Потала, являвшийся основной резиденцией далай-ламы до вторжения Китая в Тибет в 1959 году.
- Храм Кумбук Чортен в 1938 году.
- Западные ворота Лхасы.
- Лхаса в 1938 году.
- Норбулинка, летний дворец далай-ламы.